# Banque cantonale de Saint-Gall
La Banque cantonale de Saint-Gall (St.Galler Kantonalbank, SGKB) est une banque cantonale suisse dont le siège social est à Saint-Gall.